# Рафайново
Рафайново (укр. Рафайново, венг. Rafajnaújfalu Рафайнауйфалу) — село в Косоньской сельской общине Береговского района Закарпатской области Украины.
Население по переписи 2001 года составляло 974 человека. Почтовый индекс — 90225. Телефонный код — 03141. Занимает площадь 2,166 км². Код КОАТУУ — 2120488201.